# Großsteingrab Lavenstedt
Das Großsteingrab Lavenstedt war eine megalithische Grabanlage der jungsteinzeitlichen Trichterbecherkultur bei Lavenstedt, einem Ortsteil von Selsingen im Landkreis Rotenburg (Wümme) (Niedersachsen). Es wurde im 19. Jahrhundert zerstört. Die Anlage befand sich bei den Kampfhöfen. Über Ausrichtung, Maße und Grabtyp liegen keine näheren Angaben vor.